# 正田卯平
正田 卯平（しょうだ うへい、1894年（明治27年）9月3日 - 没年不明）は、日本の実業家、政治家。前名は茂三郎。群馬県購連理事。群馬県自動車合同副社長。群馬県石油配給、館林航器各取締役。町会議員。正田卯平商店。雑貨商。米屋、荒物商。

## 人物
群馬県邑楽郡館林町（現・館林市）出身。卯平の二男。前名・茂三郎を改め襲名した。早大商科修業。父業に従事した。町学務委員、館林信組理事であった。宗教は浄土宗。趣味はスポーツ、柔道。住所は館林谷越。

## 家族・親族
正田家
群馬県邑楽郡館林町
- 父・卯平[1]
- 妻・きく[1]

1896年 -
- 長男、長女、二男[1]